# Delta Media Groep
Stichting Delta Media Groep is een lokaal radio- en televisiestation in Nederland, met uitzendingen gericht op de gemeente Twenterand. Het station zendt uit via drie ether frequenties. 105.3 MHz voor Vroomshoop en Den Ham, 107.7 MHz voor Vriezenveen en 104.1 MHz via een kabelfrequentie.

## Geschiedenis
Delta FM is opgestart als piraat onder de naam Lokale Omroep Vereniging (LOV). Tijdens een vergadering in juni 1989 bij café-restaurant Tebberman in Vroomshoop gaven ook alle aanwezige leden groen licht om echt te gaan beginnen. De LOV startte destijds als legale lokale omroep voor Den Ham, Vroomshoop en Geerdijk aan de Vroomshoopseweg op de huidige FM-etherfrequentie 105.3 MHz. In 1991 moest al worden verhuisd naar de Stobbelaan, in de voormalige kleedkamers van de voetbalverenigingen RKSV Sportlust en Vroomshoopse Boys.
In 1993 werd het mogelijk om reclameboodschappen uit te zenden zolang dit uitbesteed was aan derden om belangenverstrengeling te voorkomen. De oprichting van de Stichting Fondswerving & Reclame LOV (kortweg SFR) was een feit. Op 4 april 1997 werd het eerste programma vanuit de hagelnieuwe studio's gemaakt. Met de overgang van LOV naar Delta FM werd er ook een luisteronderzoek uitgevoerd door een onafhankelijk bureau. Niet alleen om de juiste weg voor de toekomst uit te stippelen, maar ook om adverteerders te laten zien waar hun doelgroep zit. Op deze manier kon de ondernemer haar reclameboodschap effectief inzetten. De resultaten waren boven verwachting goed. In het weekend scoorde Delta FM een luisterdichtheid van 69%. De kerkprogramma’s op zondagochtend scoorde goed bij de ouderen, Delta FM Sport scoorde goed in elke leeftijdscategorie en de Single Top 30 was op zaterdag bij de jongeren het populairst. Tegenwoordig maakt Delta FM het sportprogramma samen met Vechtdal FM en Omroep NOOS, onder de naam 'De Sport-tribune'.

### Delta TV
Hoewel radio altijd prioriteit nummer 1 was, verzorgt Delta FM ook televisie-uitzendingen. Televisie, zo is de gedachte, kan net als radio de heringedeelde gemeente Twenterand samenbinden. De omroep richtte zich immers al ver voor de herindeling op zowel het Sallandse Den Ham als het Twentse Vriezenveen. De testuitzendingen van Delta TV starten op 1 augustus 2002, twee maanden later werd officieel gestart.
Delta TV is voornamelijk een kabelkrant met de vaste rubrieken: nieuws, sport, agenda, gemeente en radio. Tussen 22 maart 2018 tot het zomerreces op 30 juni 2020 was er een tweewekelijks politiek programma met als titel Politieke stem op Delta FM dat tevens via een livestream op Facebook te volgen was waarmee het een interactief programma is omdat via deze site rechtstreeks vragen gesteld konden worden aan de lokale politici. Presentator was Chris Walraven. Samen met Han Pape, journalist van De Roskam, was er een media- en communicatieplan voor de periode 1 januari 2019 tot 31 december 2022. Vanaf augustus 2020 ging Dave Anker met camera de straat op, voornamelijk voor Facebook onder de noemer Proat op stroat.

### De Deltapiraat
De Deltapiraat is een zogenoemde themazender met plattelandscultuur, onderdeel van de lokale omroep Delta FM. De plattelandscultuur betreft piratenmuziek. De Deltapiraat startte met haar radio-uitzendingen op 31 augustus 2007, na drie jaar procederen met het Commissariaat voor de Media (CvdM) en Agentschap Telecom. Deze eerste legale piratenzender kwam, na het verdwijnen van Radio Veronica, tot stand dankzij Marcus Elzinga, destijds programmaleider, en burgemeester Helmer Koetje van de gemeente Twenterand, tevens voormalig voorzitter van het CvdM. Zij zagen een mogelijkheid tot legalisering in de vorm van een themakanaal.